# アナンタ (ネパールの政治家)
アナンタ（Ananta）はネパールの革命家、軍人（ゲリラ）、政治家。
ロルパ郡のマガル族出身。ネパール内戦ではマオイストのネパール人民解放軍の4人の副司令官の1人を務める。東部ネパールを担当。
本名はバルサマン･プン・マガール（बर्षमान पुन मगर、Barsha Man Pun Magar）。
2008年4月10日の制憲議会選挙で、ラリトプル第1選挙区で当選し、政治への道を歩み始めた。